# Алкева (водохранилище)
Алкева (порт. Albufeira do Alqueva, Lago Alqueva) — водохранилище на реке Гвадиана, в Испании и Португалии, на территории муниципалитетов Мора (округ Бежа), Портел, Моран, Регенгуш-ди-Монсараш и Аландруал (округ Эвора). Создано для нужд ирригации, а также гидроэнергетики. Является ядром проекта Alqueva Multipurpose Project (EFMA). Эксплуатируется компанией Empresa de Desenvolvimento e Infraestruturas do Alqueva, S.A. (EDIA) с штаб-квартирой в городе Бежа. Длина — 83 км. Площадь 250 тыс. га (250 км²), крупнейшее водохранилище в Западной Европе. Объём — 4150 млн м³ (4,15 км³), полезный объём — 3150 млн м³ (3,15 км³). Протяжённость береговой линии — 1160 км.

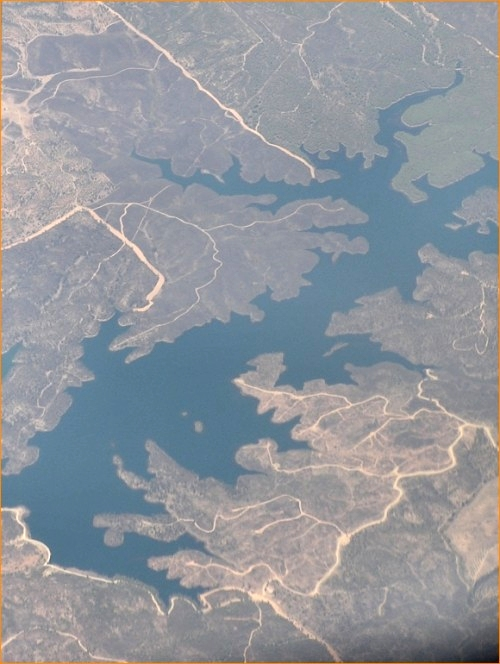
Водохранилище Алкева

Водохранилище Алкева обеспечивает снабжение питьевой водой 200 тыс. человек на площади 10 000 км², ирригацию 130 тыс. га (2022) в регионе Алентежу: в общей сложности в 20 муниципалитетах в округах Бежа, Порталегри, Сетубал и Эвора. На регион Алентежу приходится около трети материковой территории Португалии, при этом проживает здесь 5 % населения страны. Регион продолжает оставаться одной из наименее развитых частей страны. Климат засушливый.
Водохранилище используется также для обеспечения водой промышленности и туризма.
Бетонная арочная плотина высотой 96 м и длиной 458 м построена близ Мора (округ Бежа). Нормальный подпорный уровень (НПУ) — 152 м над уровнем моря, уровень мёртвого объёма (УМО) — 130 м. Бетонные работы начались в 1998 году. Построена в 2002 году, в том же году начато заполнение водохранилища и переселено население деревни Луш (строительство новой деревни началось в 1999 году). В церемонии открытия новой деревни Луш принял участие премьер-министр Дуран Баррозу. В 2003 году старая деревня снесена. 12 января 2010 года водохранилище заполнилось впервые до уровня НПУ (152 м).
История водохранилища восходит к 1957 году, когда разработан план ирригации Алентежу, предусматривающий строительство плотины Алкева. В 1975 году правительство одобрило строительство. Экологические неправительственные организации были настроены крайне негативно. В 1995 году создана компания Empresa de Desenvolvimento e Infraestruturas do Alqueva, S.A. (EDIA) с штаб-квартирой в городе Бежа, которая отвечала за строительство.

## ГАЭС Алкева
Водохранилище используется также для гидроэнергетики. Установлены 2 обратимые гидромашины — турбины Френсиса единичной мощностью 129,6 МВт производства Alstom. Установленная мощность первой очереди ГАЭС Алкева (порт. Central Hidroelétrica do Alqueva) — 260 МВт. Первая очередь введена в эксплуатацию в 2004 году, в церемонии принял участие премьер-министр Дуран Баррозу.
В 2008 году подписан контракт с консорциумом Alstom, EFACEC и SMM -Sociedade de Montagens Metalomecânicas, SA на расширение ГАЭС. Установлены 2 обратимые гидромашины — турбины Френсиса единичной мощностью 129,6 МВт производства Alstom и генераторов единичной мощностью 143 МВА. Установленная мощность второй очереди ГАЭС Алкева — 260 МВт. Общая установленная мощность — 520 МВт. Вторая очередь введена в эксплуатацию в 2012 году. Торжественная церемония прошла 23 января 2013 года с участием министра сельского хозяйства и моря Португалии Асунсан Кришташ. Производством электроэнергии занимается компания EDP — Gestão da Produção de Energia, S.A..
ГАЭС управляется диспетчером Центрального диспетчерского управления (ЦДУ) энергосистемы и в зависимости от ситуации в энергосистеме работает либо в насосном, либо в турбинном режиме. Гидроаккумулирующая электростанция в насосном режиме специально накачивает воду в верхнее водохранилище. Для выработки электроэнергии в турбинном режиме вода спускается из водохранилища Алкева в водохранилище Педроган. Общая выработка электроэнергии в турбинном режиме составляет около 80 % от электроэнергии, израсходованной в насосном режиме. ГАЭС покрывает пиковые нагрузки энергосистемы.

## ГЭС Педроган
Контррегулятором является ГЭС Педроган (Central Hidroelétrica de Pedrógão) установленной мощностью 10 МВт. Высота плотины — 43 м, длина — 448 м. Объём — 106 млн м³, полезный объём — 54 млн м³. Площадь водохранилища — 11 км², длина — 23 км. Протяжённость береговой линии — 118 км. Введена в эксплуатацию в 2006 году. Средняя годовая выработка электроэнергии — 45 ГВт⋅ч.

## Плавучая солнечная электростанция
15 июля 2022 года введена в эксплуатацию плавучая солнечная электростанция на водохранилище мощностью 5 МВт, состоящая из 12 тыс. фотоэлектрических панелей. В церемонии приняли участие премьер-министр Антониу Кошта, министр по вопросам окружающей среды и климата Португалии Дуарте Кордейру и госсекретарь по энергетике Жоау Галамба. Площадь — 4 га. Средняя годовая выработка электроэнергии — 7,5 ГВт⋅ч. Комплекс включает аккумуляторную батарею номинальной мощностью 1 МВт и ёмкостью 2 МВт⋅ч. Инвестиции в проект составили 6 млн евро.

## EFMA
Протяжённость сети водоснабжения EFMA — 2078 км, из них 380 км — первичная сеть, соединяющая основные водохранилища. Число плотин (водохранилищ) — 72, насосных станций — 48. 5 мини-ГЭС введены в эксплуатацию в 2011 году. Проект включает также 1 фотоэлектрическую установку.
EFMA включает три подсистемы. Подсистема Алкева охватывает общую орошаемую площадь около 74 тыс. га. Вода из водохранилища поступает на насосную станцию Аламос (Estação Elevatória dos Álamos). Эта станция поднимает воду на высоту 90 м по водоводу длиной 850 м и диаметром 3,2 м к водохранилищам Аламос. В 2006 году построены 3 земляные плотины Аламос (Barragens de Álamos I,II e III). Канал Аламос длиной около 11 км соединяет с плотиной Лорейру (Barragem do Loureiro), от которой канал Лорейру — Монте-Ново длиной 24 км ведет к плотине Монте-Ново (Barragem de Monte Novo). К югу от плотины Лорейру, туннель Лорейру — Алвиту длиной 11 км обеспечивает подачу воды к плотине Алвиту (Barragem do Alvito). Канал Алвиту — Пизон течёт к плотине Пизон (Barragem de Pisão), канал Пизон — Рошу — к плотине Рошу.
Подсистема Ардила снабжается водой из водохранилища Педроган. Она охватывает общую орошаемую площадь около 30 тыс. га.
Строящаяся подсистема Педроган включает 9 плотин (водохранилищ), 3 насосные станции и более 42 км водоводов и каналов на правом берегу реки Гвадиана. Подсистема Педроган охватывает общую орошаемую площадь 24,5 тыс. га.
На 2022 год в EFMA инвестировано 2,427 млрд евро, это крупнейший инвестиционный проект в Алентежу.